# Jedenspeigen
Jedenspeigen é um município da Áustria, localizado no distrito de Gänserndorf, no estado de Baixa Áustria.